# Tomahawk (Wisconsin)
Pour les articles homonymes, voir Tomahawk.
La ville de Tomahawk est située dans le comté de Lincoln, dans l’État du Wisconsin, aux États-Unis. Sa population s’élevait à 3 397 habitants lors du recensement de 2010, estimée à 3 201 habitants en 2016.

## Source
- (en) Cet article est partiellement ou en totalité issu de l’article de Wikipédia en anglais intitulé « Tomahawk, Wisconsin » (voir la liste des auteurs).